# Einschlagkrater
|  |  |
|  |  |

Ein Einschlagkrater (auch: Einschlagskrater) oder Impaktkrater ist eine zumeist annähernd kreisförmige Senke auf der Oberfläche eines erdähnlichen Planeten oder eines ähnlich festen Himmelskörpers, die durch den Einschlag – den Impakt – eines anderen Körpers wie eines Asteroiden oder eines hinreichend großen Meteoroiden entsteht. Nach den gefundenen Resten solcher Impaktoren, den Meteoriten, spricht man auch von einem Meteoritenkrater.
Für Einschlagskrater auf der Erde schlug der US-amerikanische Geophysiker Robert S. Dietz 1960 die Bezeichnung Astroblem („Sternwunde“) vor, die sich im Deutschen, teilweise auch im Französischen – beispielsweise Astroblème de Rochechouart-Chassenon – eingebürgert hat.

## Allgemeines
Alle Himmelskörper des Sonnensystems mit fester Oberfläche besitzen solche Krater. Der Mond ist von Einschlagskratern übersät. Auf der Erde, deren Oberfläche laufend durch morphodynamische Prozesse wie Denudation, Erosion, Sedimentation und zudem geologische Aktivität geformt wird, lassen sich Einschlagskrater nicht so leicht erkennen wie auf davon nicht oder weniger betroffenen Himmelskörpern. Ein extremes Beispiel dafür ist Io, ein erdmondgroßer Satellit des Jupiter, dessen Oberfläche durch große Gezeitenkräfte und sehr aktiven Vulkanismus geprägt ist und dadurch fast keine Einschlagskrater besitzt.

## Entstehung
Kleinere Meteoroide, die sich auf einem Kollisionskurs mit der Erde befinden, verglühen oder zerplatzen in der Erdatmosphäre und fallen als kleine Bruchstücke zu Boden. Größere Objekte, ab einem Durchmesser von etwa 50 m, können die Erdatmosphäre durchdringen und den Boden mit Geschwindigkeiten von 12 bis 70 km in der Sekunde erreichen. Daher werden solche Einschläge als Hochgeschwindigkeitseinschläge bezeichnet. Da die kinetische Energie dabei durch starke Kompression des Materials beider Körper in Sekundenbruchteilen in thermische Energie umgewandelt wird, kommt es zu einer Explosion. Das umliegende Material wird weggesprengt und es entsteht, unabhängig vom Einschlagwinkel, gleich einem Explosionskrater eine kreisrunde Senke, an deren Rändern das ausgeworfene Material einen Wall bildet. Um den Krater herum findet sich ausgeworfenes Material, die sogenannten Ejekta. Diese Ejekta können Sekundärkrater um den primären Krater hervorrufen.

### Einfache und komplexe Krater
Kleinere Krater haben im Allgemeinen eine einfache, schüsselartige Form und werden in dieser Form als einfache Krater bezeichnet. Ab einer bestimmten Größe, die umgekehrt proportional zur Schwerkraft am jeweiligen Himmelskörper abnimmt und außerdem vom Zielgestein abhängt, entstehen komplexe Krater. Auf dem Mond liegt dieser Grenzdurchmesser bei 15 bis 20 km, auf der Erde bei 2 bis 4 km.

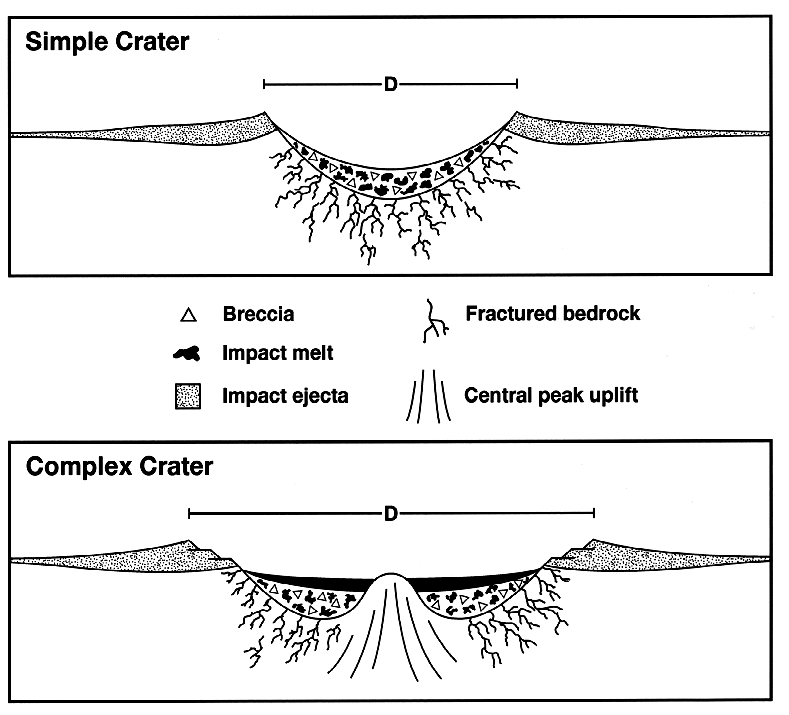
Ein einfacher Krater und ein Krater mit Zentralberg (die einfachste Form eines komplexen Kraters)

Mit zunehmendem Durchmesser des Kraters kommt es zunächst zur Ausbildung eines Zentralbergs. Bei noch größerem Durchmesser wird daraus eine zentrale Ringstruktur, im Weiteren kann eine Multiringstruktur entstehen. Diese kann dann im innersten Ring im Grenzfall auch einen Zentralberg enthalten. Ursache für diese Strukturen eines komplexen Kraters ist das Rückfedern des Kraterbodens nach dem Aufprall des Impaktors, womit zunächst ein Zentralberg in der Kratermitte aufgeworfen wird, und das anschließende Kollabieren des instabilen tiefen Primärkraters. Diese Vorgänge finden im Bereich der bereits von der Stoßwelle zertrümmerten Kraterumgebung innerhalb weniger Minuten nach dem Einschlag statt. Während des Ablaufs vergrößert sich der Kraterdurchmesser erheblich.
Manche Mondkrater zeigen auch terrassenartige Absenkungen, die wie bei einem Einbruchsbecken durch allmähliches Nachgeben der Gesteinskruste entstehen.

### Kraterentstehungsphasen

#### Kontakt und Kompression
Beim Aufprall beginnt die Kontakt- und Kompressionsphase, bei der sich eine Stoßwelle mit Überschallgeschwindigkeit vom Auftreffpunkt in zwei Richtungen, nämlich in den Impaktor und in den Zielkörper, durch das Gestein ausbreitet, dabei das Material stark verdichtet und dadurch teilweise verflüssigt oder verdampft. An der Stoßwellenfront können kristalline Minerale durch die hohen Drücke in Phasen höherer Dichte umgewandelt werden. Zum Beispiel kann das gewöhnliche Mineral Quarz in die Hochdruckmodifikation Coesit oder Stishovit umgewandelt werden. Viele weitere stoßwelleninduzierte Veränderungen treten beim Durchlauf der Stoßwelle im Impaktor als auch im Zielkörper auf. Einige dieser Veränderungen können als Diagnosemittel verwendet werden, um nachzuweisen, ob eine bestimmte geologische Struktur durch einen Impakt entstanden ist oder nicht.

#### Exkavation
Anschließend folgt die sogenannte Exkavationsphase (Aushöhlungsphase), bei der das zertrümmerte, flüssige und gasförmige Material aus dem Krater geschleudert wird. Ein Großteil dieser Ejekta (Auswurfmasse) wird in Form eines kegelförmigen Auswurfvorhangs aus dem Krater befördert und bildet eine ringförmige Schicht um den Krater. Über dem Krater bildet sich eine zunächst sehr heiße Rauch- und Staubwolke, deren kondensierende Bestandteile später teilweise wieder in den Krater regnen können.

#### Modifikation und Kollaps
In den meisten Fällen ist der transiente Krater (Übergangskrater), der das Ende der Exkavationsphase markiert, nicht stabil. Es beginnt die Modifikationsphase, die den transienten Krater kollabieren lässt.
In einfachen Kratern wird die ursprüngliche Aushöhlung durch Brekzie, Ejekta und Gesteinsschmelze überlagert.
Ab einer bestimmten Kratergröße, die von der planetaren Gravitation abhängt, ist die Modifikation und der Kollaps des Übergangskraters weitaus stärker. Die dabei entstehende Kraterform wird komplexer Krater genannt. Der Kollaps des transienten Kraters wird durch die Gravitation getrieben und bewirkt sowohl den Anstieg des Zentrums des Kraters als auch das nach innen gerichtete Zusammenrutschen des Kraterrandes.
Die zentrale Anhebung entsteht nicht durch elastisches Rückfedern, sondern durch das Bestreben eines Materials mit wenig oder keiner Festigkeit in einen Gleichgewichtszustand der Gravitation zurückzukehren. Dies ist der gleiche Prozess, der auch das Wasser nach oben schießen lässt, nachdem ein Gegenstand ins Wasser gefallen ist.
In dieser Phase vergrößert sich der Krater erheblich. Daher wird der transiente und nicht der finale Krater als Maß für die Energie und Größe des Impaktereignisses verwendet.

## Große und bekannte Einschlagskrater

### Krater der Erde

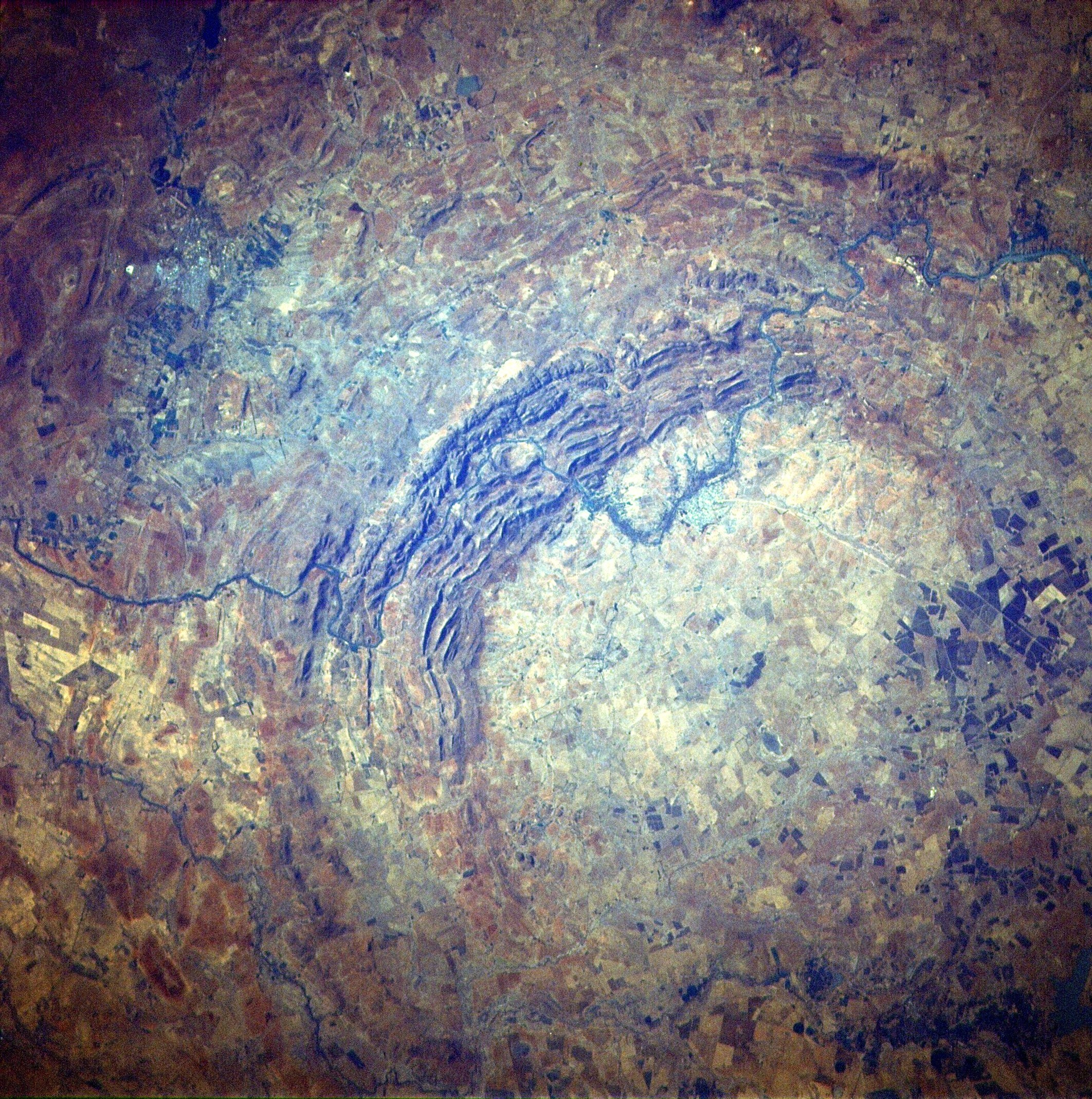
Vredefort-Krater, Südafrika

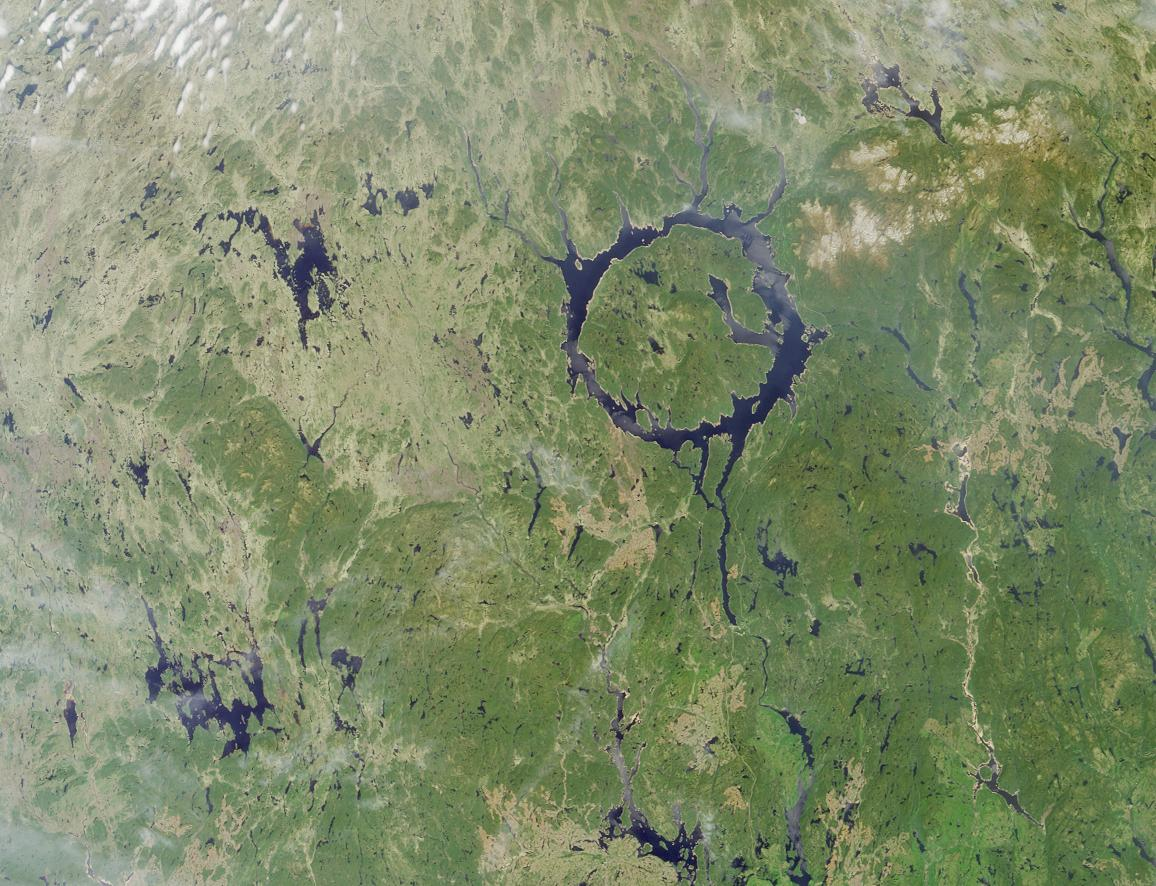
Manicouagan-Krater, Kanada

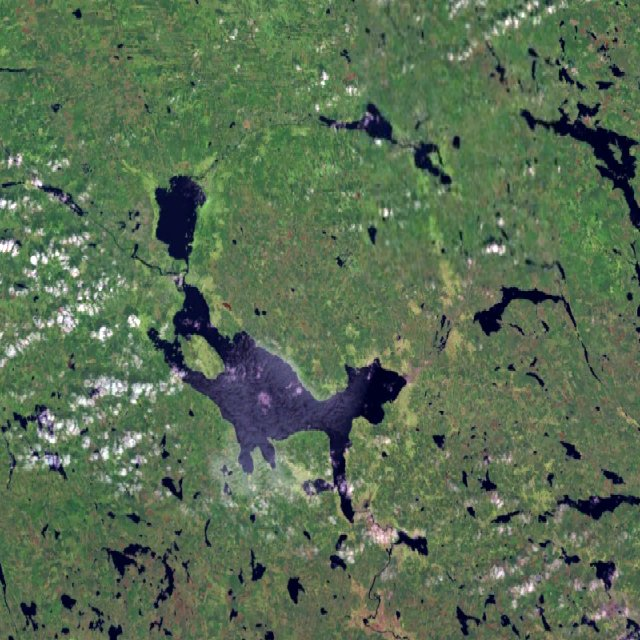
Siljan-Krater, Schweden

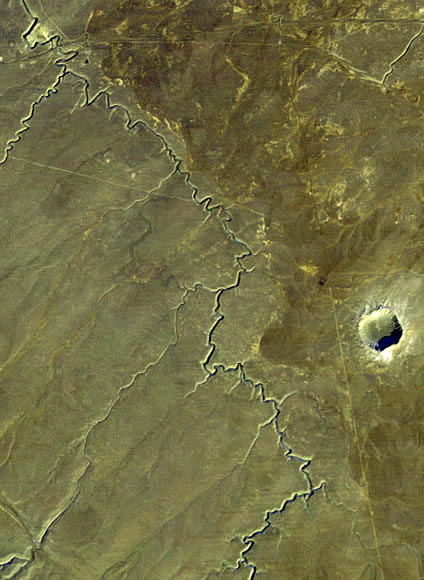
Barringer-Krater, Arizona, USA

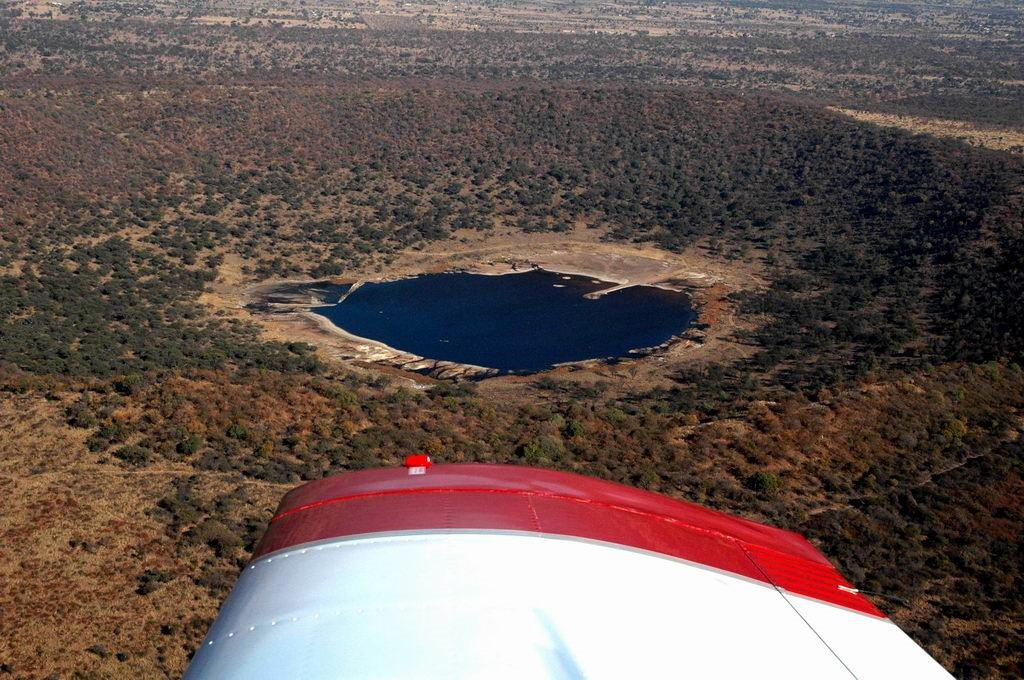
Tswaing-Krater mit See, Südafrika

Auf der Erde sind außer zahlreichen kleineren Einschlagskratern über hundert mit einem Durchmesser von mehr als 5 km entdeckt worden (siehe auch: Liste der Einschlagkrater der Erde). Allerdings sind viele der aufgefundenen Impaktstrukturen nicht unmittelbar als Krater zu erkennen, da der Kraterrand durch Erosion längst abgetragen wurde (Beispiel Vredefort-Krater), oder die entstandene Vertiefung inzwischen von jüngeren Sedimenten überdeckt wurde (Beispiel Chicxulub-Krater). Auch die auf bis zu 70 km Durchmesser geschätzte Struktur des Yarrabubba-Kraters in Westaustralien ist an der Oberfläche weitgehend eingeebnet. Auf Basis von Uran-Blei-Datierungen gelang eine Bestimmung ihres Alters auf etwa 2,23 Milliarden Jahre (2229 ± 5 Ma). Damit ist Yarrabubba die älteste anerkannte Impaktstruktur der Erde.
- Der größte verifizierte Einschlagskrater der Erde ist der Vredefort-Krater nahe dem Witwatersrand-Gebirge bei Vredefort in Südafrika. Der Einschlag eines Himmelskörpers bildete dort verschiedenen Angaben zufolge vor 2 bis 3,4 Milliarden Jahren einen bis 320 km langen und 180 km breiten Krater, von dem allerdings nur noch ein bis zu 50 km großer Rest vorhanden ist.
- Ein weiterer großer Einschlagskrater ist das Sudbury-Becken in Ontario (Kanada), das etwa 200 bis 250 km Durchmesser hat und geschätzte 1,85 Milliarden Jahre alt ist.
- Der Chicxulub-Krater in Yucatán (Mexiko) hat einen Durchmesser von etwa 180 km. Der Einschlag eines Himmelskörpers vor etwa 66 Millionen Jahren im heutigen Golf von Mexiko verursachte unter anderem einen Megatsunami sowie weltweit auftretende Wald- und Flächenbrände. Durch die Auswurfmasse von mehreren tausend Kubikkilometern in Verbindung mit erheblichen Mengen an Staub, Ruß und Aerosolen, die sich in der Atmosphäre verteilten, kam es zu einem Temperatursturz, eventuell in Form eines globalen Dauerfrostklimas über einige Jahre, dem neben den Dinosauriern etwa 70 bis 75 Prozent aller Arten zum Opfer fielen.[6][7]
- Der Manicouagan-Krater in Québec (Kanada) entstand durch den Einschlag eines Himmelskörpers in der Obertrias vor etwa 214 Millionen Jahren. Von den ursprünglich rund 100 km Durchmesser sind durch Sedimentablagerungen und Erosion nur noch 72 km vorhanden.
- Ähnlich groß wie der Manicouagan-Krater ist der Popigai-Krater in Nordsibirien, der bei einem Alter von rund 35 Millionen Jahren ebenfalls einen Durchmesser von rund 100 km aufweist.
- Der Siljan-Krater in Schweden, der vor rund 360 Millionen Jahren entstand, ist mit mindestens 50 km Durchmesser der größte Einschlagskrater Europas.
- Der unter der Gröndländischen Eisdecke liegende Hiawatha-Krater hat einen Durchmesser von 31 Kilometern und wurde vor 58 Millionen Jahren gebildet.
- Zwei Einschlagskrater in Deutschland sind das Nördlinger Ries in Bayern, das etwa 24 km Durchmesser aufweist und vor ca. 14,6 Millionen Jahren entstand, und das 40 km entfernte Steinheimer Becken in Baden-Württemberg mit einem mittleren Durchmesser von 3,8 km.[8] Beide Krater besitzen einen Zentralberg. Man geht davon aus, dass die Krater durch das gleiche Ereignis (Ries-Ereignis) entstanden sind (vermutlich durch einen Doppelasteroiden). Hierbei formte der kleinere Asteroid das Steinheimer Becken, der größere (Durchmesser: 1,5 km) das Nördlinger Ries. Neuere Fachliteratur zieht allerdings die Möglichkeit in Betracht, dass das Steinheimer Becken ungefähr 500.000 Jahre nach dem Nördlinger Ries entstanden sein könnte.[9]
- Der sehr bekannte Barringer-Krater (auch einfach nur Meteor Crater genannt), der vor nur etwa 50.000 Jahren entstand, nur etwa 1,5 km Durchmesser aufweist und bis 170 m tief ist, befindet sich in der Wüste von Arizona (USA). Aufgrund der geringen Erosion befindet er sich in einem gut erhaltenen Zustand. Er ist ein typisches Beispiel für einen einfachen Krater ohne Zentralberg. Er war 1960 die erste wissenschaftlich untersuchte und als Einschlagskrater beschriebene Struktur.
- Der Silverpit-Krater wurde 2001 in der Nordsee entdeckt und weist – obschon nur 2,4 km durchmessend – eine den Krater umgebende Struktur aus konzentrischen Ringen auf, die sich in bis zu 10 km Entfernung erstrecken. Der Ursprung des hierdurch sehr unüblichen Kraters ist nicht hinreichend geklärt, jedoch wird ein Einschlag vor etwa 65 Millionen Jahren angenommen.
- 2006 wurde der Wilkeslandkrater unter der Antarktischen Eisdecke entdeckt. Der Krater hat einen Durchmesser von fast 480 km und ist vermutlich vor ca. 250 Millionen Jahren entstanden. Noch ist aber nicht verifiziert, dass es sich um einen Einschlagskrater handelt.
- Vor weniger als 5000 Jahren entstand im südwestlichen Ägypten beim Einschlag des nickelreichen Eisenmeteoriten „Gebel Kamil“ vom Typ Ataxit der sehr gut erhaltene Krater Kamil mit 45 m Durchmesser und ausgeprägter Strahlenstruktur.

### Weitere Impaktstrukturen der Erde
- Bosumtwi in Ghana
- Chesapeake Bay in den USA
- Elgygytgyn in Nordostsibirien
- Roter Kamm in Namibia
- Tswaing in Südafrika

### Krater anderer Himmelskörper

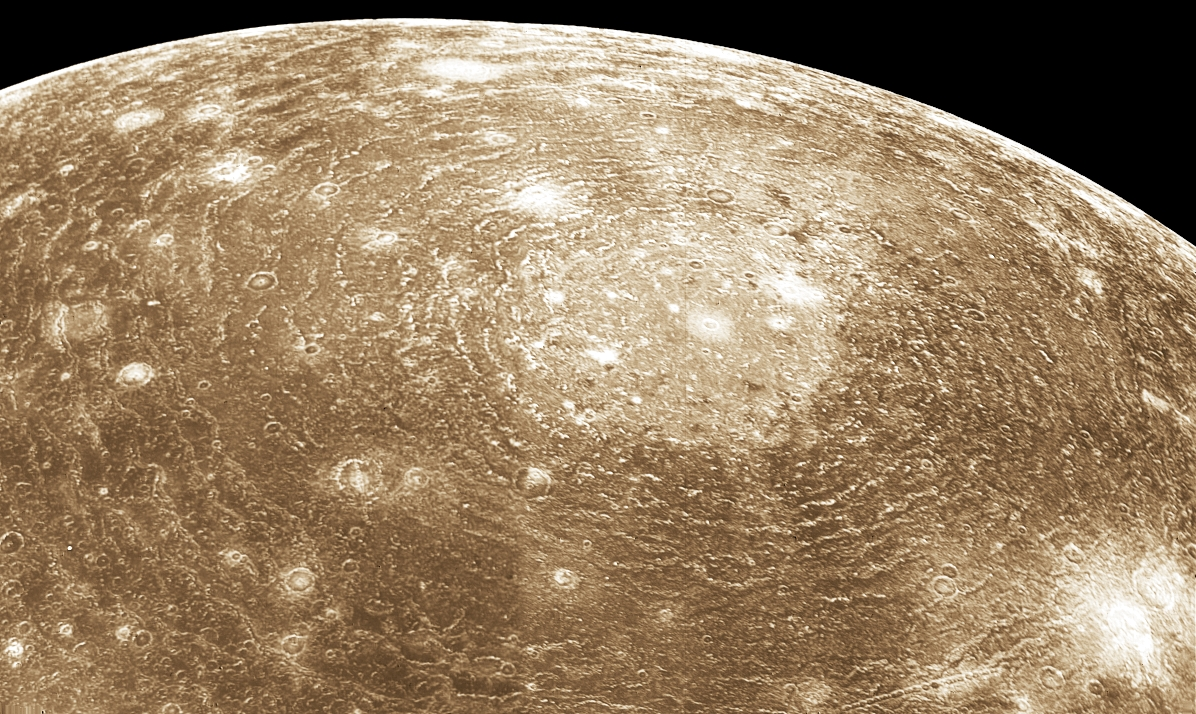
Multiring-Impaktbecken Valhalla auf Jupiters Mond Kallisto

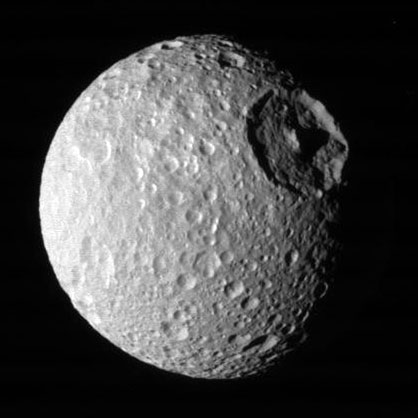
Krater Herschel auf Saturns Mond Mimas

- Auf der erdzugewandten Seite des Mondes kennt man etwa 300.000 Krater mit über 1 km Durchmesser. Die größeren bis etwa 100 km bzw. 300 km werden Ringgebirge bzw. Wallebenen genannt. Noch größere werden schon den Mondbecken zugeordnet. Der größte Mondkrater Hertzsprung misst im Durchmesser 536 km[10] (siehe auch: Liste der Krater des Erdmondes).
- Das Südpol-Aitken-Becken ist mit 2240 km Durchmesser das größte Einschlagbecken auf dem Mond und nimmt einen beachtlichen Teil seines Durchmessers ein.
- Die nördliche Tiefebene auf dem Mars ist mit 10000 km × 8000 km die größte bekannte Impaktstruktur des Sonnensystems.
- Hellas Planitia ist mit 2100 km × 1600 km Durchmesser eines der größten Einschlagbecken auf dem Mars und ist über 8 km tief (siehe auch: Liste der Marskrater).
- Caloris Planitia ist mit 1550 km Durchmesser das größte Einschlagbecken auf dem Merkur (siehe auch: Liste der Merkurkrater).
- Valhalla ist die größte Impaktstruktur auf dem Jupitermond Kallisto. Sie hat 600 km Durchmesser und ist von konzentrisch verlaufenden Ringen bis in eine Entfernung von fast 3000 km umgeben.
- Abisme ist mit 767 km Durchmesser der größte Krater auf dem Saturnmond Iapetus
- Rheasilvia ist mit 505 km Durchmesser der größte Krater auf dem Asteroiden Vesta.
- Mamaldi ist mit 480 km Durchmesser der größte Krater auf dem Saturnmond Rhea.
- Odysseus ist mit 445 km Durchmesser der größte Krater auf dem Saturnmond Tethys.
- Menrva ist mit 392 km Durchmesser der größte Krater auf dem Saturnmond Titan.
- Evander ist mit 350 km Durchmesser der größte Krater auf dem Saturnmond Dione.
- Epigeus ist mit 343 km Durchmesser der größte Krater auf dem Jupitermond Ganymed.
- Gertrude ist mit 326 km Durchmesser der größte bekannte Krater auf dem Uranusmond Titania.
- Kerwan ist mit 280 km Durchmesser der größte Krater auf dem Zwergplaneten Ceres.
- Mead ist mit 270 km Durchmesser der größte Krater auf der Venus (siehe auch: Liste der Venuskrater).
- Wokolo ist mit 208 km Durchmesser der größte bekannte Krater auf dem Uranusmond Umbriel.
- Hamlet ist mit 206 km Durchmesser der größte bekannte Krater auf dem Uranusmond Oberon.
- Pharos ist mit 255 × 230 km Durchmesser der größte Krater auf dem Neptunmond Proteus.
- Herschel ist mit etwa 130 km Durchmesser der größte Krater auf dem Saturnmond Mimas. Er ist bis 10 km tief. Der Einschlag hätte den nur 400 km großen Mond fast zerstört.
- Jason ist mit 101 km Durchmesser der größte Krater auf dem Saturnmond Phoebe.
- Pan ist mit etwa 100 km Durchmesser der größte Krater auf dem Jupitermond Amalthea.
- Lob ist mit 45 km Durchmesser der größte bekannte Krater auf dem Uranusmond Puck.
- Zethus ist mit etwa 40 km Durchmesser der größte Krater auf dem Jupitermond Thebe.
- Himeros ist mit 10 km Durchmesser der größte Krater auf dem nur 11 × 34 km messenden Asteroiden Eros, der wahrscheinlich kein Monolith ist.
- Stickney ist mit 9 km Durchmesser der größte Krater auf dem Marsmond Phobos.